# Beckers konstnärsstipendium

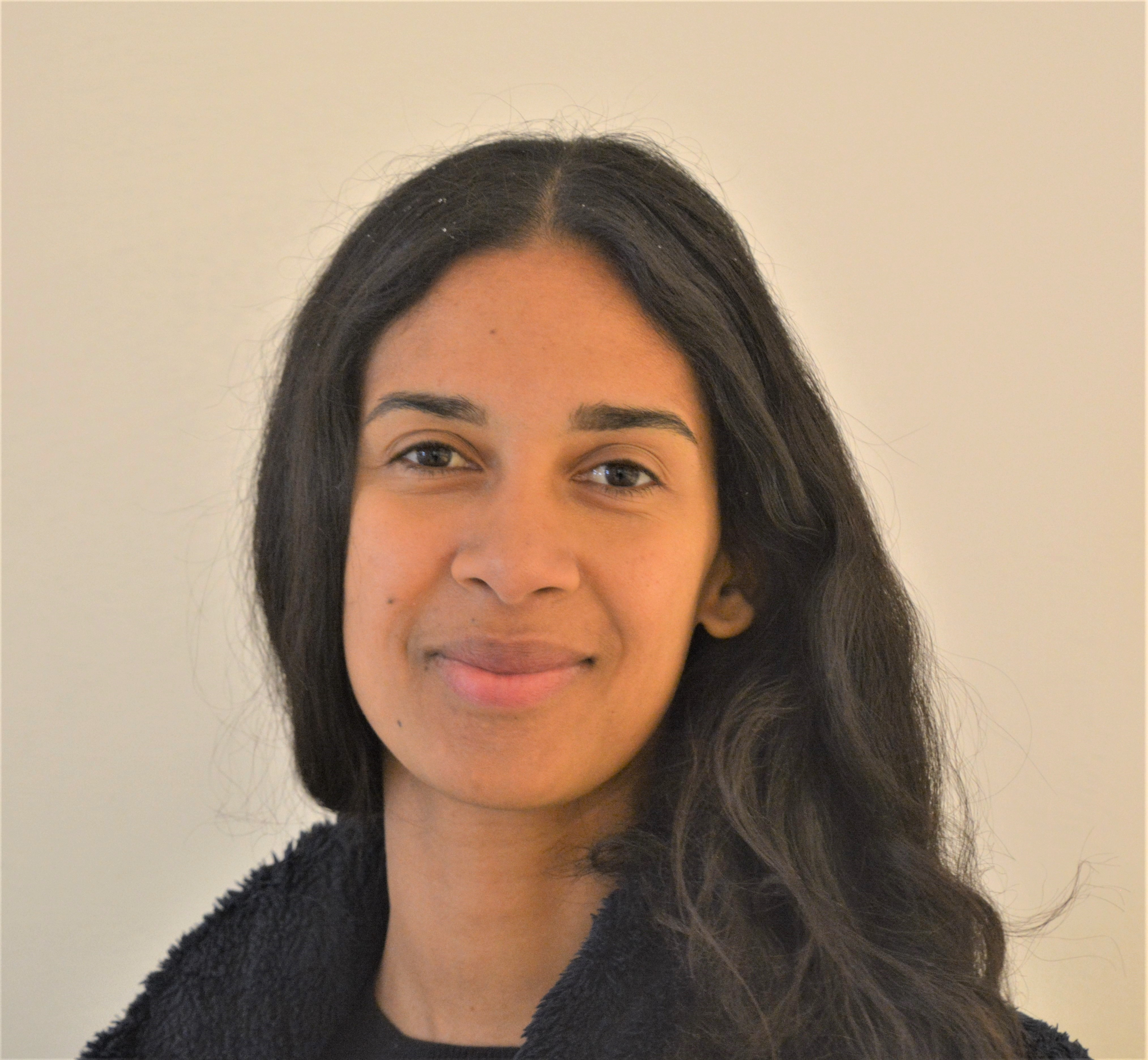
Theresa Traore Dahlberg, stipendiat 2019

Beckers konstnärsstipendium har utdelats årligen sedan 1987 till en ung, svensk bildkonstnär. 
Initiativtagare var dåvarande styrelseordföranden i AB Wilh. Becker, Ulf G. Lindén.
Från 2017 är prissumman 200 000 kronor.

## Stipendiater
- 1987 Kent Karlsson
- 1988 Mikael Ericsson
- 1989 Anette Senneby och Dan Wolgers
- 1990 Mats Caldeborg
- 1991 Anders Widoff
- 1992 Ulf Rollof
- 1993 Johan Widén
- 1994 Karin Grankvist och Ingela Johansson
- 1995 Maria Lindberg
- 1996 Peter Ojstersek och Richard G. Carlsson
- 1997 Karin Wikström
- 1998 Peter Geschwind och Thomas Karlsson
- 1999 Jockum Nordström
- 2000 Linn Fernström
- 2001 Christian Partos, skulptör, född 1958, "för sin förmåga att tillsynes bekymmerslöst, med finurliga konstruktioner, spränga både fysikens rum och vanans begrepp".
- 2002 Annika Larsson, videokonstnär, född 1972, "för den utsökta utförandet av sina verk liksom för hennes förmåga, med filsekvenser, att poetiskt lyfta slöjan av vår tids cynism och kyla: en värld där makt och våld ofta verkar gå hand i hand".[2]
- 2003 Magnus Larsson, målare, född 1972, "för sitt finstämda måleri och för sin förmåga att ge oss betraktare en skrämmande bild av hur människan kan missbrukas och kontrolleras i en värld där kött och blod ofta ersätts av manipulerade tecken".[3]
- 2004 Patric Larsson, tecknare, 1964, "för att han i tider av hasta envisas med en tidsödande arbetsprocess och för att han besitter denna högst egensinniga förmåga att via teckning bjuda in i vindlande labyrinter fyllda av dunkla formationer, strukturkedjor och associationsbanor".[4]
- 2005 Albin Karlsson, installationskonstnär, född 1972, "för att han är en säregen tidspoet som genom sina tekniska konstruktioner får oss att se en allmänmänsklig sida i tidens obönhörliga och tragikomiska gång".[5]
- 2006 Nathalie Djurberg, "för sin enastående förmåga att med humor och intelligens rucka vår varseblivning – Djurberg får oss att se och känna, och när vårt skratt fastnar i vrångstrupen inser vi att kaos är granne med Gud".[6]
- 2007 Fredrik Hofwander, tecknare och grafiker född 1973, "för hans förmåga, med stor omsorg och koncentration, att skapa magiska rum - både verkliga och absurda".[7]
- 2008 Ulrika Sparre, bildkonstnär, född 1974, "för ... förmåga att lyckas sätta fingret på det allra mest mänskliga samtidigt som hon belyser det kollektivt samhälleliga".[8]
- 2009 Per Mårtensson, målare, född 1969, "för att han på ett subtilt och raffinerat sätt – och med ett visst mått av humor – gestaltar och problematiserar avbildandets samtida praktik och historia i måleri och installationer".[9]
- 2010 Maurits Ylitalo, bildkonstnär, född 1974, "för ... sin förmåga, att ur sitt inre väcka vår blick för något som vi aldrig tidigare varken skådat eller känt – han ger oss en inblick i konstens magi".[10]
- 2011 Maria Nordin, målare, född 1980, "för att hon modigt och fängslande utmanar sin begåvnings lätthet".[11]
- 2012 Elin Behrens, målare, född 1981, " för att hon, på ett intelligent sätt riktar uppmärksamhet på komplexiteten i avbildandets konst".[12]
- 2013 Sara Möller, keramiker, född 1982, "för att hon med sin intuitiva begåvning spränger keramikens gränser och för att hon ledigt förflyttar sig och sina material in i en regelbefriad zon fylld av konstnärlig nyfikenhet".[13]
- 2014 David Molander, fotograf, "för att han genom fotografi, filmcollage och animation lyckas blanda en historisk analys med innovativ ny teknik och i denna mix lyfta fram både den poetiska stillhet och brutala verklighet som präglar det moderna stadsrummets kyliga rationalitet och komplexa kaos."[14]
- 2015 Julia Bondesson, performancekonstnär, född 1983, "för hur hon med exakt lyhördhet väcker trä till liv och hur hon i detta utvecklat en unik kombination av skulptur, stillad rörelse, performance, film och dans. Bondesson lyckas genom sin enastående konstnärliga kraft och sensibilitet att få oss betraktaren att sakta ned och ta plats i en närmast magisk värld...".[15]
- 2016 Tomas Lundgren, målare, född 1985, "för att han på ett innovativt och undersökande, nästan meditativt sätt prövar måleriets möjligheter, för att han lyckas bryta loss historiska fragment ur tidens glömda bildflöde, sammanfoga dessa till alternativa möjligheter, locka fram nytt liv och därmed skapa ett måleri som kännetecknas av en tydligt nyskapande vilja."[16]
- 2017 Anna Camner, målare, född 1977, "för att hon uppvisar en lika sällsynt som sällsam konsekvens med ett hantverk som tar spjärn i det utsökta men som bär på gift i sin klangbotten."[17]
- 2018 Petra Hultman, installations- och videokonstnär, född 1983,  "för att hon visuellt och personligt, oavsett teknik, hittar oss betraktare via en intelligent och känslig konstnärlig gestaltning, som i sig vittnar om större och viktigare spörsmål. ...för att hon lyckas förtrolla med sin gestaltning som bär ända in i oss".
- 2019 Theresa Traore Dahlberg, filmare och videokonstnär, född 1983[18]
- 2020 Fredrik Åkum, målare, född 1987[19]
- 2021 Youngjae Lih, ingenjör och konstnär, född 1984[20]
- 2022 Laleh Kazemi Veisari, född 1983[21]
- 2023 Jonatan Pihlgren, född 1993[22]
- 2024 Joakim Sandqvist, född 1988[23]
- 2025 Lisa Englund, född 1993[24]